# توماس ماندل
توماس ماندل (بالألمانية: Thomas Mandl)‏ هو لاعب كرة قدم نمساوي في مركز حراسة المرمى، ولد في 7 فبراير 1979 في آيزنشتات في النمسا. شارك مع منتخب النمسا لكرة القدم. أما مع النوادي، فقد لعب مع أدميرا فاكر مودلينغ وأوستريا فيينا وشتورم غراتس وفيرست فيينا ولاسك لينتس ونادي بازل ونادي ماترسبرغ.

## وصلات خارجية
- توماس ماندل على موقع قاعدة بيانات كرة القدم.إي يو (الإنجليزية)
- توماس ماندل على موقع ناشيونال فوتبول تيمز (الإنجليزية)
- توماس ماندل على موقع عالم كرة القدم.نت (الإنجليزية)